# Mustapha Yaghcha
Mustapha Yaghcha (ar. مصطفى يغشا; ur. 7 listopada 1952) – marokański piłkarz grający na pozycji obrońcy. W swojej karierze rozegrał 17 meczów i strzelił 3 gole w reprezentacji Maroka.

## Kariera klubowa
W swojej karierze piłkarskiej Yaghcha grał w klubach Difaâ El Jadida (do 1975), CS Chênois (1975-1980) i Servette FC (1980-1983).

## Kariera reprezentacyjna
W reprezentacji Maroka Yaghcha zadebiutował 29 stycznia 1972 w przegranym 2:4 towarzyskim meczu z Rumunią. W 1972 roku powołano go do kadry na Igrzyska Olimpijskie Monachium, a w 1978 roku na Puchar Narodów Afryki 1978. W nim rozegrał trzy mecze grupowe: z Tunezją (1:1), z Kongiem (1:0) i z Ugandą (0:3). W kadrze narodowej grał do 1983 roku. Wystąpił w niej 17 razy i strzelił 3 gole.